# 维克托·萨涅耶夫
维克托·萨涅耶夫（俄语：Виктор Данилович Санеев；1945年10月3日—2022年1月3日），苏联與格魯吉亞男子田径运动员。他曾代表苏联参加1968年、1972年、1976年和1980年夏季奥林匹克运动会田径比赛，共获得三枚金牌和一枚银牌。